# StepLag
StepLag war ein Sonderlager des MWD für politische Gefangene. Diese Sonderlager mit verschärftem Regime waren in der Nachkriegszeit ab 1948 durch das Innenministerium MWD (ehem. NKWD) geschaffene spezielle Einrichtungen im allgemeinen Gulag-System in der Sowjetunion. Am 26. Juni 1954 kam es im Lager zum Kengir-Aufstand.

## Bezeichnung
StepLag, russisch Степлаг, trug ursprünglich die Bezeichnung Ossoblag Nr. 4, d. h. Sonderlager Nr. 4 (aus особый лагерь №4, особлаг №4). StepLag stammt von Степной лагерь Stepnoi lager, d. h. Steppenlager, wie es in deutschen Quellen manchmal vorkommt; diese Bezeichnungen für die ursprünglich nummerierten Sonderlager wurden erst später und meist zufällig vergeben, als eine Art Code, meist ohne irgendeinen Bezug zur Realität. Степной d. h. „Steppen-“ (als Adjektiv) war allerdings auch der Telegraphen-Code, der am 10. Mai 1948 dem Lager zugeteilt wurde und – wie in zahlreichen anderen Fällen – dann als ein Tarnname übernommen wurde. Der volle Langname des Lagers lautete Степной ИТЛ für Степной исправительно-трудовой лагерь – Besserungs- und Arbeitslager Steppenlager.

## Geschichte
Das Lager StepLag wurde aufgrund des Dekrets Nr. 00219 des Innenministeriums MWD vom 21. Februar 1948 gegründet und bestand von 28. Februar 1948 bis 24. April 1956; 1954 wurde es zu einem Besserungsarbeitslager (ITL) umgewandelt.
Steplag wurde errichtet auf dem Gelände des Kriegsgefangenenlagers des MWD Spassosawod-Lager Nr. 99, russisch Спасозаводский лагерь №99 (auch Lager Spassk 7099), dem Hauptlager des großen Kriegsgefangenenkomplexes Karaganda (heute: Qaraghandy) in der Kasachischen SSR. Der Standort war Schesqasghan / Kengir. 1952 gab es in StepLag fünf Lagerabteilungen (Lagerpunkte).
Im Mai/Juni 1954 kam es im Lager zu einem der größten Aufstände in sowjetischen Sonderlagern, dem Kengir-Aufstand.

## Zuständigkeiten
Die Zuständigkeiten für das Lager lagen bei:
- GULAG (Hauptverwaltung der Besserungsarbeitslager und -kolonien) des MWD ab 28. Februar 1948
- GTU (Hauptverwaltung der Gefängnisse) des MWD ab 28. März 1953
- GULAG (Hauptverwaltung der Besserungsarbeitslager und -kolonien) des MWD ab 8. Februar 1954
- UITLK (Verwaltung der Besserungsarbeitslager und -kolonien) des MWD der Kasachischen SSR ab 17. September 1955

## Tätigkeit
Die Häftlinge wurden eingesetzt für:
- Arbeiten im Kupferkombinat Schesqasghan und in den kombinatseigenen Kohleschächten von Baikonur
- in der Kupferhütte Balchasch (heute Balqasch) und in der Ostmine und Schächten von Balchasch
- im Kohletagebau und im Kupferwerk Karsakpai
- Bau von Wohngebäuden
- Abbau von Manganvorkommen
- in Steinbrüchen in der Siedlung Rudnik, Krestowski u. a.
- Arbeiten im Ziegelwerk

und andere Tätigkeiten

## Insassenzahlen
Die Häftlingszahlen für das Lager StepLag::
- 1948 – 5.713 (Quartaldurchschnitt)
- 1. Januar 1949 – 18.572
- 1. Januar 1950 – 27.855
- 1. Januar 1951 – 18.572
- 1. Januar 1952 – 23.089
- 1. Januar 1953 – 20.869
- 1. Januar 1954 – 21.090
- 1. Januar 1955 – 10.481
- 1. Januar 1956 – 7.603

## Häftlinge nach Nationalität
Die Häftlingszahlen nach Nationalitäten:
| Nr. | Nationalität    | Anzahl | Prozent | Nr. | Nationalität        | Anzahl | Prozent |
| --- | --------------- | ------ | ------- | --- | ------------------- | ------ | ------- |
| 1   | Ukrainer        | 9 596  | 46,36 % | 18  | Turkmenen           | 76     | 0,38 %  |
| 2   | Litauer         | 2 690  | 13,0 %  | 19  | Inguschen           | 56     | 0,27 %  |
| 3   | Russen          | 2 661  | 12,86 % | 20  | Chinesen            | 55     | 0,27 %  |
| 4   | Letten          | 1 074  | 5,19 %  | 21  | Tadschiken          | 54     | 0,26 %  |
| 5   | Belarussen      | 878    | 4,24 %  | 22  | Koreaner            | 52     | 0,25 %  |
| 6   | Esten           | 873    | 4,22 %  | 23  | Kirgisen            | 50     | 0,24 %  |
| 7   | Polen           | 379    | 1,83 %  | 24  | Japaner             | 30     | 0,14 %  |
| 8   | Deutsche        | 359    | 1,73 %  | 25  | Rumänen             | 24     | 0,12 %  |
| 9   | Kasachen        | 291    | 1,40 %  | 26  | Griechen            | 21     | 0,10 %  |
| 10  | Moldauer        | 208    | 1,0 %   | 27  | Udmurten            | 20     | 0,10 %  |
| 11  | Usbeken         | 204    | 0,99 %  | 28  | Iraner              | 18     | 0,09 %  |
| 12  | Juden           | 174    | 0,84 %  | 29  | Finnen und Karelier | 16     | 0,08 %  |
| 13  | Armenier        | 154    | 0,74 %  | 30  | Baschkiren          | 9      | 0,04 %  |
| 14  | Georgier        | 132    | 0,64 %  | 31  | Afghanen            | 8      | 0,04 %  |
| 15  | Tataren         | 127    | 0,61 %  | 32  | Türken              | 8      | 0,04 %  |
| 16  | Tschetschenen   | 124    | 0,60 %  | 33  | Mongolen            | 2      | 0,01 %  |
| 17  | Aserbaidschaner | 108    | 0,52 %  | 34  | andere              | 167    | 0,81 %  |

## Bekannte Häftlinge
- Alexander Dolgun, US-Bürger
- Alexander Issajewitsch Solschenizyn, russischer Schriftsteller und Dramatiker